# Lemps (Drôme)
Pour les articles homonymes, voir Lemps.
Lemps est une commune française située dans le département de la Drôme en région Auvergne-Rhône-Alpes.

## Géographie

### Localisation
Lemps est situé à 42 km à l'est de Nyons et à 32 km à l'ouest de Serres.

### Communes limitrophes
| Verclause                    | Rosans (Hautes-Alpes)   | Montferrand-la-Fare |
| Pelonne, Bellecombe-Tarendol | Lemps                   | Montferrand-la-Fare |
| Saint-Sauveur-Gouvernet      | Saint-Sauveur-Gouvernet | Montferrand-la-Fare |

### Géologie et relief
Les points culminants de la commune sont :
- la montagne de Vanige, à 1 392 mètres d'altitude.
- la montagne du Grèle, à 1 276 mètres.

### Hydrographie
La commune est arrosée par l'Eygues et l'Ennuye, ainsi que par les ruisseaux de la Garenne, de la Sermane, du Vivier, de Vanige et de Faucon.

### Climat
Pour des articles plus généraux, voir Climat d'Auvergne-Rhône-Alpes et Climat de la Drôme.
En 2010, le climat de la commune est de type climat méditerranéen altéré, selon une étude du CNRS s'appuyant sur une série de données couvrant la période 1971-2000. En 2020, Météo-France publie une typologie des climats de la France métropolitaine dans laquelle la commune est exposée à un climat de montagne ou de marges de montagne et est dans la région climatique  Alpes du sud, caractérisée par une pluviométrie annuelle de 850 à 1 000 mm, minimale en été. 
Pour la période 1971-2000, la température annuelle moyenne est de 9,7 °C, avec une amplitude thermique annuelle de 16,1 °C. Le cumul annuel moyen de précipitations est de 1 023 mm, avec 7,3 jours de précipitations en janvier et 4,8 jours en juillet. Pour la période 1991-2020, la température moyenne annuelle observée sur la station météorologique de Météo-France la plus proche, sur la commune de Rosans à 6 km à vol d'oiseau, est de 11,7 °C et le cumul annuel moyen de précipitations est de 826,9 mm,. Pour l'avenir, les paramètres climatiques de la commune estimés pour 2050 selon différents scénarios d'émission de gaz à effet de serre sont consultables sur un site dédié publié par Météo-France en novembre 2022.

### Voies de communication et transports
La commune est accessible par la route départementale RD 558, depuis Verclause.

## Urbanisme

### Typologie
Au 1er janvier 2024, Lemps est catégorisée commune rurale à habitat très dispersé, selon la nouvelle grille communale de densité à 7 niveaux définie par l'Insee en 2022.
Elle est située hors unité urbaine et hors attraction des villes,.

### Occupation des sols
L'occupation des sols de la commune, telle qu'elle ressort de la base de données européenne d’occupation biophysique des sols Corine Land Cover (CLC), est marquée par l'importance des forêts et milieux semi-naturels (76,6 % en 2018), en augmentation par rapport à 1990 (74,5 %). La répartition détaillée en 2018 est la suivante : 
forêts (68,5 %), zones agricoles hétérogènes (20,3 %), milieux à végétation arbustive et/ou herbacée (5,6 %), prairies (3,1 %), espaces ouverts, sans ou avec peu de végétation (2,6 %). L'évolution de l’occupation des sols de la commune et de ses infrastructures peut être observée sur les différentes représentations cartographiques du territoire : la carte de Cassini (XVIIIe siècle), la carte d'état-major (1820-1866) et les cartes ou photos aériennes de l'IGN pour la période actuelle (1950 à aujourd'hui).

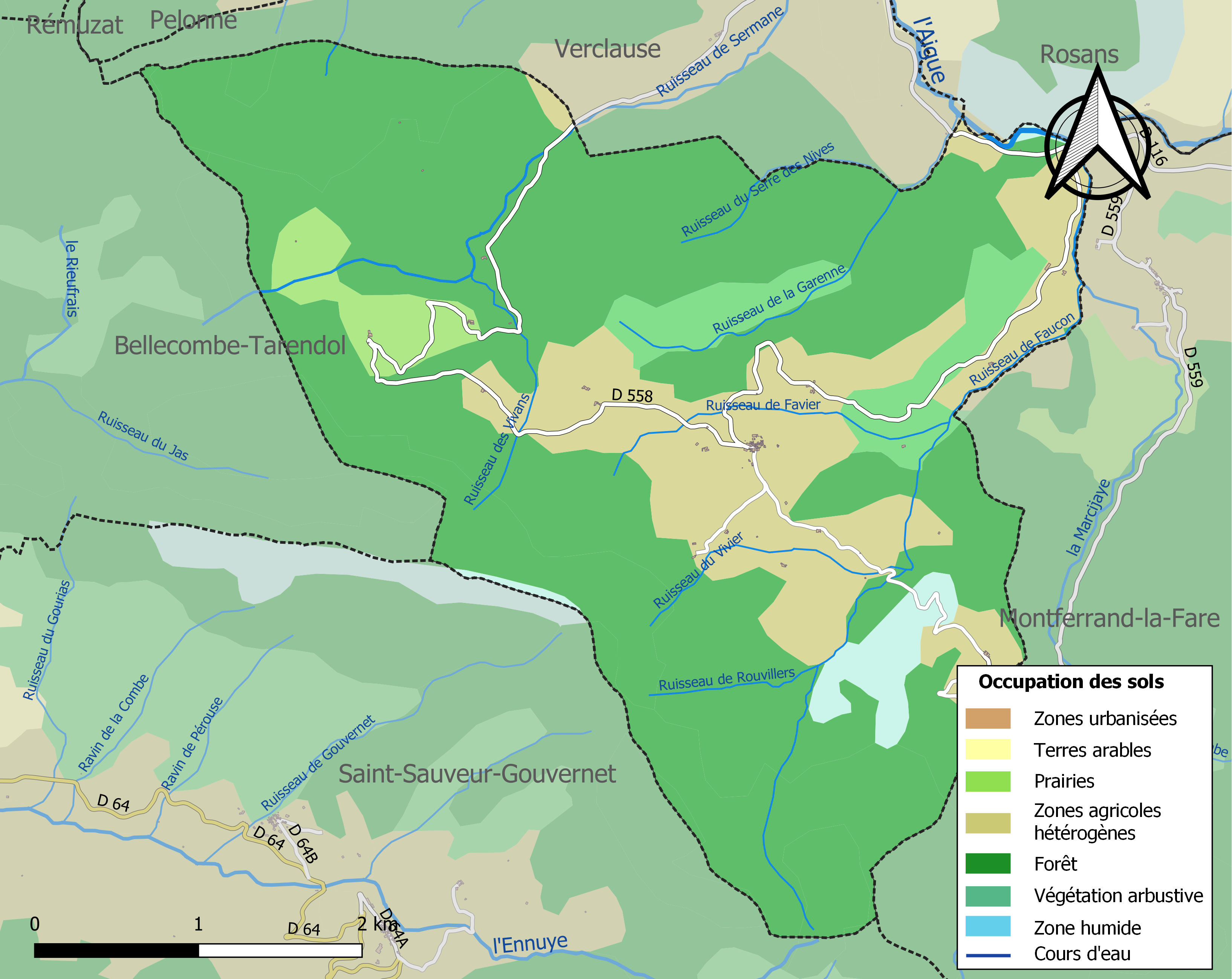
Carte des infrastructures et de l'occupation des sols de la commune en 2018 (CLC).

## Toponymie

### Attestations
Dictionnaire topographique du département de la Drôme :
- 1183 : mention du prieuré Saint-Pierre : Monasterium Sancti Petri de Lent (Masures de l'Isle Barbe, 118).
- 1251 : mention du prieuré : Domus et prioratus Lentis (cartulaire de l'Île-Barbe).
- 1266 : Leyns (inventaire des dauphins, 223).
- 1273 : Castrum de Lencio (inventaire des dauphins, 226).
- 1284 : Castrum de Lemps (inventaire des dauphins, 234).
- 1442 : Castrum Lencii (inventaire des dauphins, 282).
- XVe siècle : mention du prieuré : Prioratus de Lentio (choix de docum., 296).
- 1790 : Lens (carte d'État-major).
- 1891 : Lemps, commune du canton de Remuzat.

## Histoire

### Préhistoire et protohistoire
La plaine d'Anduran était occupée à l'époque néolithique, à l'âge du bronze et à l'âge du fer[réf. nécessaire].

### Du Moyen Âge à la Révolution
La seigneurie :
- Au point de vue féodal, Lemps était une terre du fief des comtes de Provence et de l'arrière-fief des abbés de l'Île-Barbe.
- 1265 : possession des Montauban.
- Passe aux prieurs du lieu, seigneurs temporels jusqu'en 1597.
- 1597 : acquise par les La Tour-Gouvernet, derniers seigneurs.

Avant 1790, Lemps était une paroisse du diocèse de Gap, intendance et parlement d'Aix, viguerie et recette de Sisteron, qui, comprise dans le Dauphiné en 1596, fut restituée à la Provence en 1605. Son église, dédiée à saint Pierre, était celle d'un prieuré de bénédictins qui, dépendant de l'abbaye de l'Île-Barbe, était connu dès le XIIe siècle et dont le titulaire était collateur et décimateur à Lemps, la Fare et Montferrand (voir ces noms).

### De la Révolution à nos jours
En 1790, Lemps forma conjointement avec Montferrand et la Fare une communauté du canton de Remuzat, mais il forme depuis la réorganisation de l'an VIII une commune distincte de ce canton.

## Politique et administration

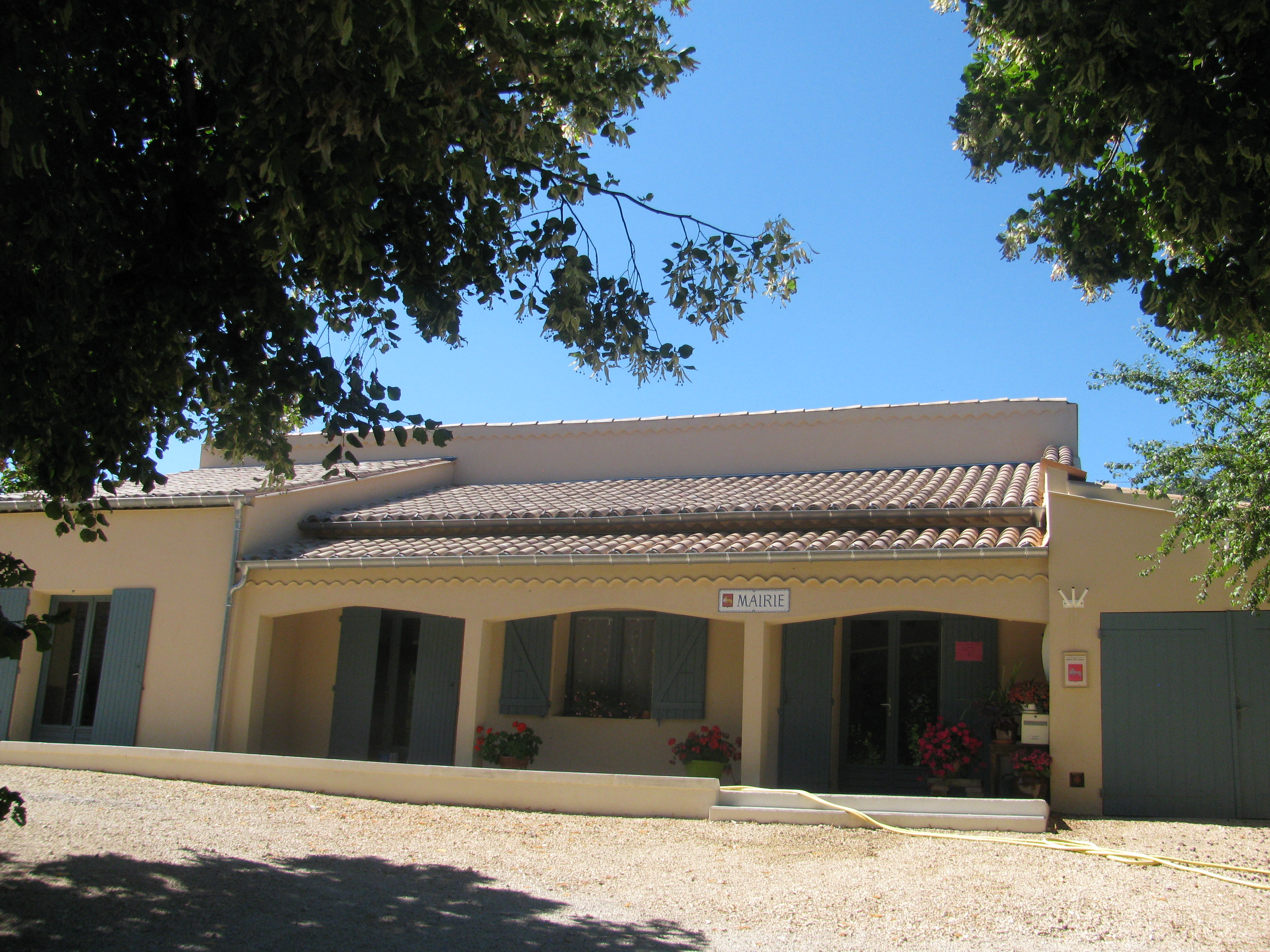
Mairie à Lemps

### Liste des maires
| Période                                  | Période           | Identité          | Étiquette | Qualité  |
| ---------------------------------------- | ----------------- | ----------------- | --------- | -------- |
| Les données manquantes sont à compléter. |                   |                   |           |          |
| 1947                                     | 1953              | René Bompard      |           |          |
| 1953                                     | 1959              | Rosay Guillaume   |           |          |
| 1959                                     | 1971              | Antoine Andréani  |           |          |
| 21 mars 1971                             | 15 décembre 1975  | Hervé Barre       |           |          |
| 15 décembre 1975                         | 31 octobre 1977   | Pierre Jean Boyer |           |          |
| 31 octobre 1977                          | 20 mars 1983      | Michel Delaigle   |           |          |
| 20 mars 1983                             | 1er décembre 1989 | René Jullien      |           |          |
| décembre 1989                            | En cours          | Brigitte Duc      | SE        | Employée |

## Population et société

### Démographie
L'évolution du nombre d'habitants est connue à travers les recensements de la population effectués dans la commune depuis 1793. Pour les communes de moins de 10 000 habitants, une enquête de recensement portant sur toute la population est réalisée tous les cinq ans, les populations de référence des années intermédiaires étant quant à elles estimées par interpolation ou extrapolation. Pour la commune, le premier recensement exhaustif entrant dans le cadre du nouveau dispositif a été réalisé en 2007.

En 2022, la commune comptait 43 habitants, en évolution de −10,42 % par rapport à 2016 (Drôme : +2,64 %, France hors Mayotte : +2,11 %).
| 1793 | 1800 | 1806 | 1821 | 1831 | 1836 | 1841 | 1846 | 1851 |
| ---- | ---- | ---- | ---- | ---- | ---- | ---- | ---- | ---- |
| 331  | 264  | 346  | 395  | 350  | 332  | 335  | 340  | 331  |

| 1856 | 1861 | 1866 | 1872 | 1876 | 1881 | 1886 | 1891 | 1896 |
| ---- | ---- | ---- | ---- | ---- | ---- | ---- | ---- | ---- |
| 327  | 327  | 320  | 272  | 291  | 278  | 250  | 233  | 228  |

| 1901 | 1906 | 1911 | 1921 | 1926 | 1931 | 1936 | 1946 | 1954 |
| ---- | ---- | ---- | ---- | ---- | ---- | ---- | ---- | ---- |
| 220  | 213  | 205  | 161  | 127  | 110  | 99   | 95   | 78   |

| 1962 | 1968 | 1975 | 1982 | 1990 | 1999 | 2006 | 2007 | 2012 |
| ---- | ---- | ---- | ---- | ---- | ---- | ---- | ---- | ---- |
| 67   | 74   | 41   | 50   | 43   | 44   | 42   | 42   | 45   |

| 2017 | 2022 | - | - | - | - | - | - | - |
| ---- | ---- | - | - | - | - | - | - | - |
| 50   | 43   | - | - | - | - | - | - | - |

### Manifestations culturelles et festivités
- Fête : dimanche suivant le 24 juin[18].

### Santé
Il n'y a aucun médecin installé sur la commune. Le cabinet médical le plus proche se situe à Rosans ou à Remuzat.

### Sports
Le sentier de grande randonnée no 91, reliant Grenoble à Fontaine-de-Vaucluse, traverse la commune de Lemps par le sud.

## Économie
En 1992 : lavande, ovins.

### Tourisme
- Site du bourg dominant les gorges de L'Eygues[18].

## Culture locale et patrimoine

### Lieux et monuments
- Bâtiments du château médiéval transformé en église paroissiale Saint-Pierre[19] et restes d'enceinte du village. L'église a été inscrite au titre des monuments historique en 2011[20].
- Église (XIIe siècle au XVIIe siècle : nef ogivale à quatre travées, chœur plein cintre[18].

### Patrimoine naturel
- Col du Buisson[18].

### Héraldique, logotype et devise
| Blason de Lemps | Blason  | De gueules au loup d'or emportant dans sa gueule un mouton d'argent, accorné et onglé de sable.          |
| Blason de Lemps | Détails | Blason identique à celui de la commune de Lens-Lestang. Le statut officiel du blason reste à déterminer. |